# 서하서
《서하서》(西夏書)는 중국 청대(清代)의 학자 주춘(周春)이 저술한, 서하(西夏) 왕조의 역사를 기록한 기전체(紀傳體) 형식의 유일한 역사서로, 그 내용은 서하 이씨 왕조의 시조가 당의 절도사를 지냈던 시기부터 서하 왕조의 수립과 멸망까지를 다루고 있다.

## 개요
《청사고》 유림전에 따르면 저자 주춘(1729년－1815년)은 해녕(海寧) 사람으로 청 건륭(乾隆) 19년(1754년)에 진사로 급제하였으나 관직 발령이 날 때까지 집에서 10여 년을 기다렸다. 후에 광서(廣西) 잠계현(岑溪縣)의 지현(知縣, 현지사)이라는 관직을 받았으나, 아버지의 죽음으로 관직을 내놓고 집으로 돌아온 뒤에 다시는 관직에 나아가지 않고 저술 활동에만 전념하였다고 알려져 있다. 그는 가경(嘉慶) 15년(1810년) 거듭 과거 제도의 한 절차인 녹명연(鹿鳴宴)으로 나아갔으며, 5년 뒤에 87세로 사망하였다. 주춘은 수십 종에 달하는 저서를 소장하고 있었고, 음운이나 사학, 지방의 장고 등 여러 분야를 섭렵하였으며, 《서하서》 외에도 《해창승람》(海昌勝覽), 《요금원성보》(遼金元姓譜), 《대북성보》(代北姓譜), 《요시화》(遼詩話) 등의 저서를 남겼고 중국의 고전소설 《홍루몽》(紅樓夢)을 연구한 최초의 학자 가운데 한 명이기도 하였다.
서하는 같은 시기에 존재했던 요(遼) · 금(金), 고려, 일본, 안남과 마찬가지로 자국의 군주를 칭제(稱帝)하고 독자적인 연호를 세웠던 나라였지만, 송(宋) 왕조 이래로 중국의 역대 사가는 서하 왕조를 중국의 할거 정권으로 간주했고, 독립된 주권을 가진 국가로 인정하지 않았다. 따라서 역사가들의 편찬에서도 송을 높이고 서하를 폄하하는 것이 관행이었으며, 서하의 역사에는 정사(正史)라는 지위를 결코 주지 않았다. 서하라는 왕조 자체만을 단독으로 다루는 경우에도 서술 방식은 《사기》 이래 중국 역대 왕조의 정사 편찬시에 주로 채용되었던 형식인 기전체가 아닌 편년체(编年體), 강목체(綱目體) 또는 기사본말체(紀事本尾體) 등으로 엮었으며, 그 기년을 기록할 때도 송 · 요(遼)·금(金)의 연호를 정통으로 했고, 서하의 연호는 그에 종속시켰다. 송사, 요사, 금사와 같은 정사의 경우는 서하를 아예 외국전에 넣거나 기록에 넣더라도 송, 요, 금과는 이른바 '정통' 왕조와는 대등한 위치에 두지 않았다.
주춘의 《서하서》는 그러한 전례에서 벗어나 기전체 형식으로 서하의 역사를 기록하였으며, 재기(載記)를 두어 서하 역대 군주들의 연호와 기년 및 관련 사건을 기록하였는데, 이러한 저술 방식이 청대 서하의 역사를 다루는 사가들 가운데서는 특히 일가를 이루었다고 평가될 만한 것이었다. 또한 기존 정사와 마찬가지로 「논왈」(論曰)의 형식으로 인물 및 역사적 사실들에 대한 평론을 부기하였다.
본서의 편찬 계획은 2단계로 나뉘었다. 우선 열전 부분부터 먼저 편성하여 《서하서열전》(西夏書列傳)이라는 이름으로 먼저 간행한 다음, 그 뒤에 세기(世記), 재기(載記), 연보(年譜), 고(考) 등 4개 부분을 뒤이어 편수하는 방식이었다. 이렇게 열전과 합쳐 모두 15권으로 완성될 예정이었다. 그러나 이는 모두 미완성에 그쳤고, 후대 사람들이 그 재기、고 부분만을 열전과 합본해, 현재 10권본으로 전해지고 있다.

## 구성
《서하서》의 권수는 청대 사람인 오건(吳騫)에 따르면 서하열전(서하서열전) 4권에 이어 세기 2권, 재기 5권, 연보 1권, 고 3권으로 완질을 이루었는데 현전하는 것은 모두 10권으로 《세기》1, 2와 《재기》제2(현전본 열전과 재기 제1은 한 권으로 합쳐져 있다), 《고》제3 및 《연보》 등 모두 5권이 빠졌고, 그나마도 《재기》제1도 온전하지 않다. 현전하는 《서하서》도 특이하게 열전부터 세어서 《열전》권1 ~ 4, 《재기》권3 ~ 7, 《고》권9 ~ 10순으로 본기를 앞세우고 열전을 뒤에 두는 기존 기전체 사서와 비교하면 그 권차의 순서가 일치되지 않는 등 체제가 혼란스럽다. 중국의 학자 호옥빙(胡玉冰)은 각 부분이 모두 독립적이었기에 최종적인 체제상의 통일 작업을 거치지 않았다고 보고 있다. 오건의 기록이나 기존 중국 정사의 체제에 비추어 보면 본서의 순서는 《세기》권1 ~ 2, 《재기》권3 ~ 7, 《연보》권8, 《고》권9 ~ 11, 《열전》권12 ~ 15가 된다.

## 같이 보기
- 발해고
- 서하서사